# نيا كاميني
نيا كاميني هي جزيرة يونانية صغيرة غير مأهولة بالسكان من أصل بركاني تقع في بحر إيجه، ضمن كالديرا سانتوريني المغمورة بالمياه. تشكلت نيا كاميني والجزيرة الصغيرة المجاورة باليا كاميني (الجزر المحترقة الجديدة والقديمة) على مدى الألفي سنة الماضية من خلال الانفجارات المتكررة للحمم البركانية الداسيتية والرماد. سجل المؤرخ الروماني كاسيوس ديو في عام 47 م "هذا العام ظهرت جزيرة صغيرة، غير معروفة حتى الآن، بالقرب من جزيرة ثيرا." قد يشير تقرير كاسيوس إلى بالايا كاميني. أعلن بليني الأكبر عن ظهور جزيرة جديدة في الثامن من يوليو، في عام قنصلية إم. جونيوس سيلانوس وإل.بالبوس، في 19 م.
حدثت الانفجارات الكبرى على مدى الـ 300 عام الماضية في 1707-1712، 1866-1870، 1925-1928، و1939-1941. حدث آخر ثوران صغير في عام 1950 وشمل قذف من قبة الحمم البركانية
.